# Barbara Feldon
Pour les articles homonymes, voir Barbara Hall (homonymie).
Barbara Feldon, née Barbara Ann Hall le 12 mars 1933 à Butler est une actrice de genre américaine qui travaille principalement dans le théâtre, mais est surtout connue pour ses rôles à la télévision.

## Filmographie
- 1967 au cinéma :"Un si gentil petit gang"  ("Fitzwilly") : Juliet
- 1970 : Max la Menace (Get Smart) : Agent 99
- 1973 : Angoisse (Thriller) : Jenny Frifth
- 1975 : Smile : Brenda
- 1976 : La Folle Escapade (No Deposit, No Return) : Carolyn
- 1980 : Les Enfants du divorce (Children of Divorce - téléfilm)
- 1995 : Le Retour de Max la Menace (Get Smart) : Agent 99